# Лига избирательниц Японии
Лига избирательниц Японии (Nihon Fujin Yūkensha Dōmei) — японская неправительственная организация, выступающая за равноправие женщин. Была основана сенатором Фусаэ Итикавой и другими феминистками в 1945 году, когда японские женщины получили право голоса, вдохновленные Американской лигой избирательниц. У организации 51 отделение по всей Японии, она член Международного альянса женщин. Штаб-квартира лиги находится в Токио.

## История
Новая японская женская лига (NJWL) была создана 3 ноября 1946 года с целью улучшения правового статуса женщин в Японии и информирования японских женщин о демократии и гражданстве. Фусаэ Итикава была первым президентом. В мае 1948 года Лига избирательниц организовала совместный сбор женских групп «во имя сохранения мира».
В 1950 году NJWL объединилась с Японской лигой избирательниц.
После Второй мировой войны у Лиги были проблемы с набором новых членов, большинство членов были домохозяйками. Лига с течением времени оставалась относительно консервативной и по-прежнему испытывала трудности с привлечением новых и молодых членов. К 1983 году насчитывалось около 5000 активных членов.
К 2014 году насчитывалось всего около 2000 активных членов. В апреле 2016 года Лига женщин-избирательниц Японии была распущена из-за продолжающегося сокращения и старения членов.